# Boulevard de Suisse
Pour les articles homonymes, voir Rue Émile Vandervelde.
Le boulevard de Suisse (en occitan : baloard de Soïssa) est une voie de Toulouse, chef-lieu de la région Occitanie, dans le Midi de la France.

## Situation et accès

### Description
Le boulevard de Suisse est une voie publique. Il se situe à l'ouest du quartier des Minimes, dans le secteur 3 - Nord.

### Voies rencontrées
Le boulevard de Suisse rencontre les voies suivantes, dans l'ordre des numéros croissants (« g » indique que la rue se situe à gauche, « d » à droite) :
1. Port de l'Embouchure (g)
2. Boulevard de l'Embouchure (d)
3. Square de la Vierge-Rouge
4. Boulevard de Genève (g)
5. Impasse de Berne (d)
6. Rue Anna-Politkovskaïa (d)
7. Rue Cécile-Brunschvicg (d)
8. Rue Daydé
9. Rue de Zurich (d)
10. Rue de Lausanne (d)
11. Rue Ferdinand-Lassalle (g)
12. Chemin Tricou (d)
13. Rue Emmanuel-Chabrier (d)
14. Impasse de Suisse (g)
15. Rue Henri-Matisse (d)
16. Rue Jacob-Insel (g)
17. Rue Jean-Philippe-Rameau (d)
18. Chemin du Sang-de-Serp
19. Chemin Henri-Bessemer (d)
20. Avenue d'Elche (g)
21. Rue Salambô (g)
22. Chemin du Prat-Long (g)
23. Rue de Chaussas (d)

### Transports
Le boulevard de Suisse est parcouru et desservi sur toute sa longueur par la ligne de bus 15. De plus, la ligne du Linéo L1 marque l'arrêt au square de la Vierge-Rouge, au sud du boulevard. Enfin, la station Ponts-Jumeaux, sur la future ligne de métro  ouvrira en 2028, à l'angle du chemin du Sang-de-Serp.
Il existe plusieurs stations de vélos en libre-service VélôToulouse le long du boulevard de Suisse ou à proximité : les stations no 120 (152 allée de Barcelone), no 144 (62 boulevard de Suisse) et no 270 (face 40 boulevard Silvio-Trentin).

## Odonymie

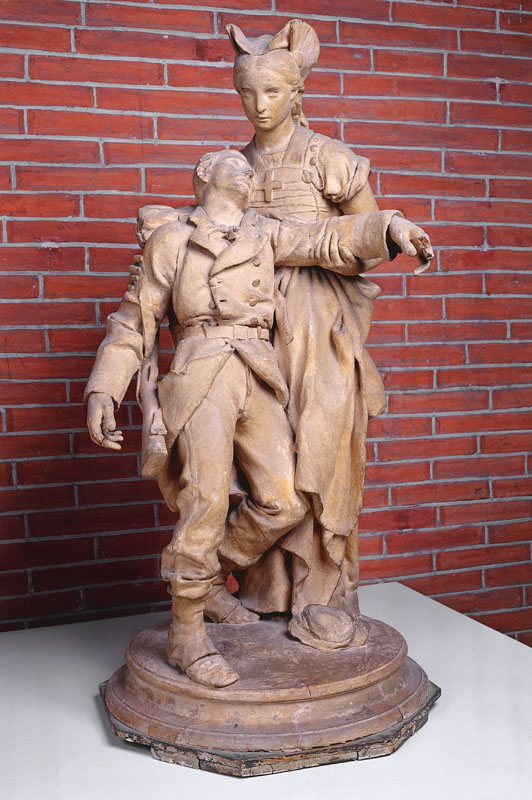
La Suisse accueille l'Armée française, par Alexandre Falguière (1874, musée des Augustins).

Le boulevard de Suisse a reçu ce nom en reconnaissance de l'accueil qu'avaient reçu en Suisse les soldats de l'armée française « internés » au début de la Seconde Guerre mondiale en 1940, qui faisait suite à l'accueil qui avait été donné durant la guerre franco-allemande de 1870-1871, puis lors de la Première Guerre mondiale de 1914-1918. Plusieurs voies qui débouchent sur le boulevard portent d'ailleurs des noms en lien avec des villes de Suisse : le boulevard de Genève, aménagé en 1945, la rue de Berne en 1963, et les rues de Lausanne et de Zurich tracées en 1967.
Le boulevard de Suisse était, lors de son aménagement en 1855, le chemin de ronde, puisqu'il longeait la nouvelle barrière de l'octroi. Il lui est parfois donné le qualificatif de Pescadoure, d'une ferme du XVIIIe siècle qui se trouvait à proximité : disparue vers 1838 à la suite du creusement du canal latéral à la Garonne, elle débouchait sur le chemin du Sang-de-Serp (emplacement à la limite des actuels no 133 et 143). En 1938, lorsque le chemin de ronde est aménagé en boulevard, il reçoit par décision de la municipalité socialiste d'Antoine Ellen-Prévot le nom d'Émile Vandervelde (1866-1900) : homme politique belge, figure de l'internationalisme socialiste. Il fut à plusieurs reprises député et ministre, mais aussi président de la Seconde Internationale de 1900 à 1918, et président de l'Internationale ouvrière socialiste de 1923 à 1938. C'est le 27 mars 1941 que le nouveau conseil municipal, de tendance vichyste, préféra effacer le souvenir d'Émile Vandervelde pour lui donner son nom actuel.

## Patrimoine et lieux d'intérêt
- no  93 : siège de l'Union départementale des syndicats Force ouvrière de la Haute-Garonne.

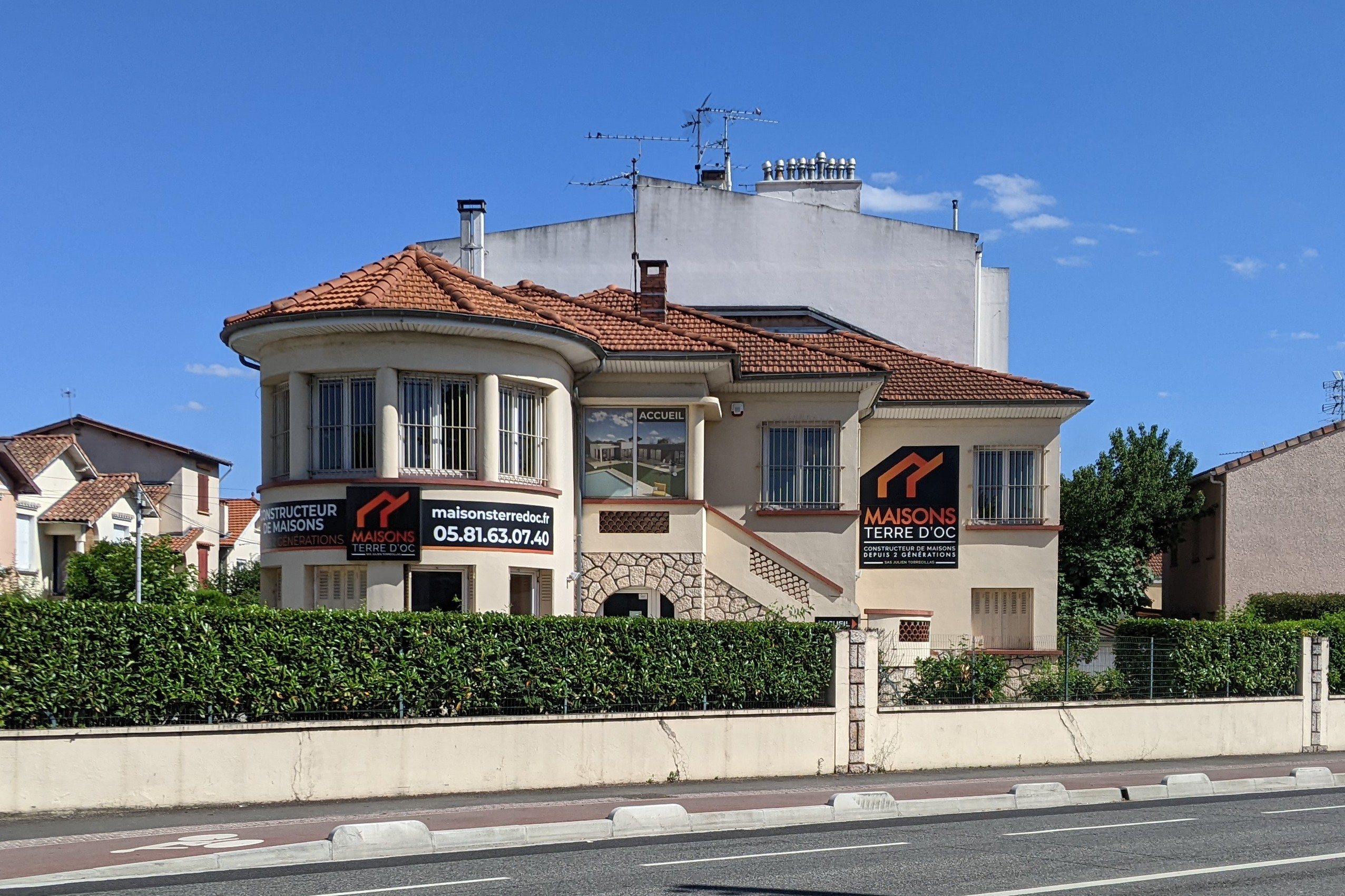
no 160 : maison.

- no 160 : maison. 
La maison, qui adopte les formes de l'Art déco, est construite dans les années 1950. Elle s'élève au centre d'une parcelle triangulaire à l'angle de la rue Salambô. Elle est composée de plusieurs corps de bâtiment disposés irrégulièrement et présente du côté du boulevard une façade animée par le jeu des décrochements[9].